# Cadete
Cadete (in Sehende Zhee-ah-nat-tsa, Zhee-es-not-son, Gian-na-tah; ca. 1815/1820 – novembre 1872) è stato un condottiero nativo americano della divisione Apache Mescalero (Sehende), appartenente alla sottodivisione Sierra Blanca.

## Biografia
Cadete (Cadette - "Cadet", "Military Trainee", “Volunteer”, ma anche "Younger Son"; in Apache: Gian-na-tah “Always Ready”, o anche Zhee-es-not-son, Zhee-Ah-Nat-Tsa, era "figlio" (o forse nipote in linea collaterale) di Barranquito, il capo principale dei Sierra Blanca Mescaleros, e "fratello" (o forse cugino) minore del noto e bellicoso capo Santana e del più giovane Roman Grande.
Alla fine del 1856 (o all'inizio del 1857) l'anziano Barranquito, ancora capo della banda più numerosa fra quelle stanziate nella riserva di Fort Stanton (prevista dal trattato ma non formalmente istituita con atto approvato dal Congresso), morì, e Cadete (Zhee-ah-nat-tsa), già noto e prestigioso guerriero ma soprattutto paziente diplomatico, gli subentrò come capo, spartendosi il ruolo con Santana, guida carismatica e indiscusso capo di guerra dei Sierra Blanca Mescaleros (ma, all'epoca, presumibilmente a seguito di una ferita in battaglia contro truppe statunitensi, spacciatosi per morto allo scopo di alleggerire la pressione dei militari), e restando l'anziano sciamano Gorgonio, vecchio amico e consigliere di Barranquito, l'autorevole consigliere privilegiato dei capi. 
Mentre i Limpia e i Guadalupe Mescaleros non trattenevano la propria ostilità nei confronti dei bianchi, e i Sacramento Mescaleros si mantenevano tranquilli ma diffidenti, Cadete e Roman, così come Manuelito si adoperarono per mantenere buoni rapporti coi Pindah, accettando anche di trasferirsi nella zona di Alamo Canyon per evitare una vicinanza troppo scomoda coi coloni, che avevano formato una milizia ("Mesilla Guard") estremamente aggressiva e già responsabile di diversi attacchi. A fronte della campagna condotta dalle truppe del gen. James H. Carleton, che, teoricamente impiegate contro gli ostili Guadalupe e Limpia Mescaleros, avevano invece assalito il pacifico Manuelito e la sua banda a Gallina Springs (uccidendo diversi Apaches, tra i quali l'anziano capo e il suo segundo Josè Largo) nell'ottobre 1862 e avevano assalito nuovamente i Sierra Blanca (o forse Sacramento) Mescaleros nel novembre a Dog Canyon, nel novembre 1862 Cadete, con i capi minori Ojo Blanco, Chato ed Estrella, ma probabilmente non Santana, si arrese, dichiarandosi disposto ad accettare il trasferimento al Bosque Redondo, dove i Sierra Blanca Mescaleros furono spostati nel marzo 1863.
Mentre i Mescaleros meridionali proseguivano la guerra, i Sierra Blanca Mescaleros rimasero per due anni al Bosque Redondo, in una situazione resa estremamente difficile dall'arrivo, alla fine del 1863, di 8.000 Navajos, tanto che, nell'aprile 1864 Ojo Blanco (pur nominato secondo capo dei Mescaleros della riserva) condusse altrove la sua gente per diversi mesi prima di essere costretto a rientrare. Dopo una fuga collettiva dal Bosque Redondo nel novembre 1865, i Sierra Blanca Mescaleros si rifugiarono negli Staked Plains (Llano Estacado), vendendo ai Comanche, direttamente o tramite i Comancheros, cavalli e bovini rubati nel Messico. 
La riserva di Tularosa fu finalmente istituita, a coronamento di un lungo iter, nel 1871-1873, e Cadete, con il più riluttante Santana, San Juan, Caballero e Roman Grande, fu riconosciuto come capo dei Mescaleros settentrionali ivi residenti.
Cadete fu ucciso nel 1872 (forse 20/11), nel Canyon La Luz, mentre tornava da Mesilla dopo aver testimoniato contro alcuni trafficanti di whisky, in missione autorizzatata dall'agente indiano, e i suoi assassini non furono (almeno ufficialmente) identificati; invece, Santana e Roman Grande furono arrestati e trattenuti come ostaggi per ottenere la restituzione di alcuni cavalli presuntamente rubati dai Mescaleros. Nautzili divenne il capo principale dei Sierra Blanca Mescaleros, ormai in stragrande maggioranza residenti nella riserva.